# HD 80606
Désignations
HD 80606, également appelée Struve 1341 B, est une naine jaune de type spectral G5V située à environ ∼ 217 a.l. (∼ 66,5 pc) du Soleil dans la constellation de la Grande Ourse. Avec HD 80607, elle forme une étoile binaire connue sous l'identifiant Struve 1341, ces deux étoiles, de même type spectral, orbitant à environ 1 200 UA l'une de l'autre.

## Système planétaire
| Planète    | Masse        | Demi-grand axe (ua) | Période orbitale (jours) | Excentricité      | Inclinaison | Rayon |
| ---------- | ------------ | ------------------- | ------------------------ | ----------------- | ----------- | ----- |
| HD 80606 b | 4,0 ± 0,3 MJ | 0,453 ± 0,015       | 111,436 ± 0,003          | 0,933 6 ± 0,000 2 |             |       |

Orbite de HD 80606 b projetée sur un quadrillage au pas de 0.1 UA.

Une exoplanète, appelée HD 80606 b, a été détectée en 2001 autour de cette étoile par la méthode des vitesses radiales ; elle présente une excentricité orbitale de 0,93, la plus forte excentricité connue pour une exoplanète, comparable à celle de la comète de Halley.

L'excentricité remarquable de cette orbite pourrait résulter du mécanisme de Kozai dans la mesure où HD 80606 forme une étoile binaire avec HD 80607.